# Ljusstöpningens historia

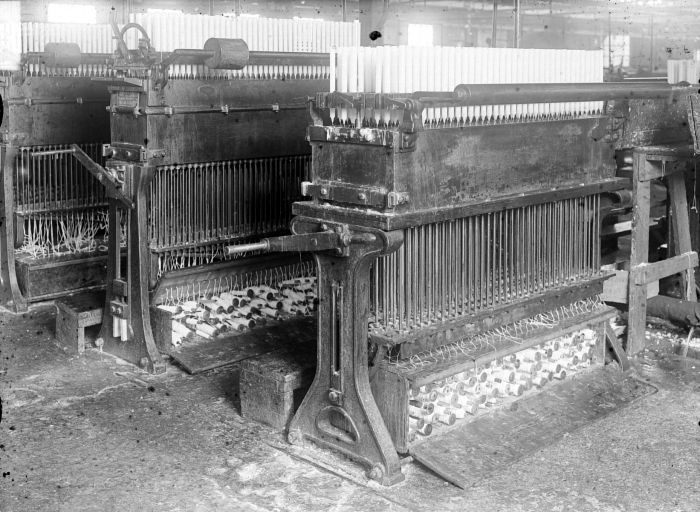
Maskiner för tillverkning av ljus, i början av 1900-talet.

Ljusstöpning har utvecklats på många olika platser under historien.
Romarna började tillverka ljus omkring år 500 f.Kr. Dessa var doppade ljus som tillverkades av talg. Det finns fynd som tyder på ljus som var tillverkade av späck i Kina under Qindynastin (221–206 f.Kr.). I Indien användes vax från kokande kanel för att tillverka tempelljus.
I delar av Europa, Mellanöstern och Afrika, där lampolja tillverkad av oliver var vanlig, var ljusstöpningen okänd fram till tidig medeltid. Ljus tillverkades då av talg och bivax, men har under senare århundraden tillverkats av valrav, renat djurfett (stearin) och paraffin.

## Antiken
Romarna började tillverka doppade ljus av talg runt år 500 f.Kr. Oljelampor var den vanligaste ljuskällan i det romerska Italien, men levande ljus var vanliga och gavs bort som gåvor under Saturnalia.
Qin Shi Huang (259-210 f.Kr) var den första kejsaren av den kinesiska Qindynastin (221-206 f.Kr). Hans mausoleum, vilket återupptäcktes under 1990-talet öster om Xi'an, innehöll ljus som var gjorda av valfett. Ordet zhú 燭 på kinesiska betydde från början fackla och kan ha gradvis blivit definierat som ljus under De stridande staterna (403-221 f.Kr); man har hittat ljusstakar i brons från den eran som skulle bära ljus.    